# Clayton Prince
Clayton Prince Tanksley (* 17. Februar 1965 in Philadelphia, Pennsylvania) ist ein US-amerikanischer Schauspieler.

## Leben
Clayton Prince’ erster Auftritt war eine Sprechrolle im Film Der Tanz des Drachens. In der Fernsehserie Der Equalizer hatte er 1986 eine seiner ersten Gastrollen im Fernsehen.
Bekanntheit in Deutschland erlangte er durch seine Hauptrolle in der Fernsehserie Die Verschwörer zu Beginn der 1990er Jahre. Drei Jahre lang spielte er Jericho „Gibs“ Gibson. Danach spielte er noch in einigen TV-Serien Gastrollen und kleine Nebenrollen in Fernsehfilmen.

## Filmografie (Auswahl)
- 1986: Times Square Gang
- 1986: Der Equalizer (Fernsehserie, Folge 2x08)
- 1986: Spenser (Fernsehserie, Folge 2x09)
- 1986–1987: Die Bill Cosby Show (The Cosby Show, Fernsehserie, Folgen 2x19, 4x08)
- 1988: Hairspray
- 1989–1990: Another World (Fernsehserie)
- 1991–1993: Die Verschwörer (Dark Justice, Fernsehserie, 30 Folgen)
- 1995: JAG – Im Auftrag der Ehre (JAG, Fernsehserie, Folgen 1x01–1x02)
- 2002–2003: Third Watch – Einsatz am Limit (Third Watch, Fernsehserie, Folgen 4x07, 4x16)
- 1999: Chaos City (Spin City, Fernsehserie, Folgen 3x19, 3x22)
- 2003: Hack – Die Straßen von Philadelphia (Hack, Fernsehserie, Folgen 1x21–1x22)
- 2007: Cover
- 2008: Shadow of Candle
- 2011: Café – Wo das Leben sich trifft (Café)
- 2016: Cream (Mini-Serie, 1 Teil)